# Makedoniens ishockeyfederation
Makedoniens ishockeyfederation ordnar med organiserad ishockey i Nordmakedonien. Nordmakedonien inträdde den 4 oktober 2001 i IIHF.

### Fotnoter
1. ↑  ”Macedonia”. International Ice Hockey Federation. http://www.iihf.com/iihf-home/countries/macedonia.html. Läst 9 april 2012.